# 장커잉
장커잉(중국어 간체자: 张可盈, 정체자: 張可盈, 병음: Zhāng Kěyíng, 한자음: 장가영, 1997년 7월 20일 ~ )은 중국의 배우이다.

## 출연작

### 드라마
- 2019년 저장 위성 텔레비전 중국람극장 《천의무봉》 - 치엔치엔 역
- 2019년 장쑤 위성 텔레비전 행복극장 《일장우견애정적여행》 - 체나 역
- 2019년 베이징 텔레비전 품질극장 《노주관》 - 샤오미엔오 역
- 2019년 유쿠 웹드라마 《너만 좋아해》 - 위먀오먀오 역
- 2021년 후난위성텔레비전 금응독파극장 《애적이상생활》 - 샤오팡 역
- 2021년 동방 위성 텔레비전 동방극장 《삼생유행 : Lucky U》 - 천천 역
- 2022년 장쑤 위성 텔레비전 행복극장 《아문저십년》 - 예메이지아 역
- 2022년 동방 위성 텔레비전 동방극장 《행복도만가》 - 허싱원 역
- 2023년 후난위성텔레비전 금응독파극장 《온난적첨밀적》 - 구샤오만 역